# Saturn Award für die beste Animationsserie
Folgende Serien haben den Saturn Award für die beste Animations-Fernsehserie gewonnen:
| Jahr | Serie                     | Weitere Nominierungen |
| ---- | ------------------------- | --- |
| 2017 | Star Wars Rebels          | BoJack Horseman Family Guy Der Kleine Prinz Die Simpsons Trolljäger                                                                        |
| 2018 | Star Wars Rebels          | Archer BoJack Horseman Wolkig mit Aussicht auf Fleischbällchen Family Guy Rick and Morty Die Simpsons                                      |
| 2019 | Star Wars Resistance      | Archer DuckTales Family Guy Die Simpsons                                                                                                   |
| 2021 | Star Wars: The Clone Wars | BoJack Horseman Family Guy Primal Rick and Morty Die Simpsons                                                                              |
| 2022 | Star Wars: The Bad Batch  | Arcane Blade Runner: Black Lotus The Boys Presents: Diabolical Invincible Star Trek: Lower Decks What If…?                                 |
| 2024 | Star Wars: The Bad Batch  | Chainsaw Man Gremlins: Secrets of the Mogwai Guillermo del Toros Pinocchio Harley Quinn My Adventures with Superman Star Trek: Lower Decks |
| 2025 |                           | Batman: Caped Crusader Gremlins Kaiju No. 8 Star Trek: Lower Decks Star Wars: The Bad Batch X-Men ’97                                      |